# کودتای بورکینافاسو ۱۹۸۷
کودتای بورکینافاسو یک کودتای نظامی خونین در بورکینافاسو بود که در ۱۵ اکتبر ۱۹۸۷ رخ داد. این کودتا توسط سروان بلز کامپائوره علیه رئیس جمهور چپ افراطی وقت، سروان توماس سانکارا ، دوست  و همکار سابق او در جریان کودتای ۱۹۸۳ سازماندهی شد.